# Schulzia bhutanica
Schulzia bhutanica är en flockblommig växtart som beskrevs av M.F.Watson. Schulzia bhutanica ingår i släktet Schulzia och familjen flockblommiga växter. Inga underarter finns listade i Catalogue of Life.